# Überfall auf Koiari
Amerikanische Phase

1943

Treasury-Inseln –
Choiseul –
Torokina I –
Kaiserin-Augusta-Bucht –
Koromokina-Lagune –
Piva Trail –
Coconut Grove –
Piva Forks –
Kap St. George –
Koiari –

Hellzapoppin Ridge/Hügel 600A 

1944

Green Islands 

Torokina II 

Australische Phase

Pearl Ridge 

1945

Tsimba Ridge –
Slater’s Knoll –
Hongorai –
Porton Plantage –
Ratsua
Der Überfall auf Koiari war ein Gefecht zwischen amerikanischen und japanischen Streitkräften im Zweiten Weltkrieg im Pazifik. Das Gefecht fand am 28. und 29. November 1943 statt und war ein Teil der Kämpfe um die Insel Bougainville. Der Raid beinhaltete eine Landung durch einen Trupp der United States Marines in Bataillonsstärke, um Truppen der japanischen Armee auf Bougainville anzugreifen. Der Überfall war ein Fehlschlag für die Amerikaner, da sie von einer japanischen Streitmacht angegriffen wurden, die größer als erwartet war und die Marines infolgedessen vom Brückenkopf abgezogen wurden, ohne auch nur ein einziges ihrer Ziele erreicht zu haben.

## Hintergrund
Am 1. November 1943 landeten US-amerikanische Streitkräfte am Kap Torokina, als Abschnitt des alliierten Vormarsches über die Salomonen nach Norden in Richtung des japanischen Festungsgebietes um Rabaul, auf Neubritannien, was insgesamt Teil der Operation Cartwheel war. Als nach der Landung ein relativ fester Brückenkopf errichtet worden war, entschloss sich der amerikanische Kommandeur Generalmajor Roy Geiger, den Brückenkopf zu vergrößern und eine Hügelkette in knapp 2 km Entfernung mit in die Verteidigungslinie einzubeziehen. Er befahl einen Vorstoß nach Osten in Richtung des Flusses Torokina um eine Reihe von Verteidigungsstellungen zu errichten. Nach dem Gefecht von Piva Forks, durch das die Verteidigungslinie „Easy“ gesichert worden war, wurden weitere Pläne ausgearbeitet. Soldaten der 37. Infanteriedivision sollten zur Verteidigungslinie „How“ vorrücken, während die 3. Marine Division die Aufgabe bekam, die Verteidigungslinie mit dem Codenamen „Fox“ zu sichern. Der Vormarsch der Marines sollte am 26. November fortgesetzt werden. Um den allgemeinen Vormarsch vor einem japanischen Überraschungsangriff auf der rechten Flanke zu schützen und japanische Verstärkungen abzuschneiden, plante Geiger einen Überfall auf Koiari („Napoi“ in japanischen Quellen) etwa 16 km südöstlich von Cape Torokina an der Küste. Der Plan war, feindliche Truppenbewegungen aufzuspüren, feindliche Versorgungslager zu zerstören und ihre Verbindungslinien zu unterbrechen. Die Angreifer sollten feindlichen Einheiten bis zum East-West-Trail im Landesinneren zusetzen, aber jede entscheidende Auseinandersetzung mit stärkeren japanischen Streitkräften vermeiden.

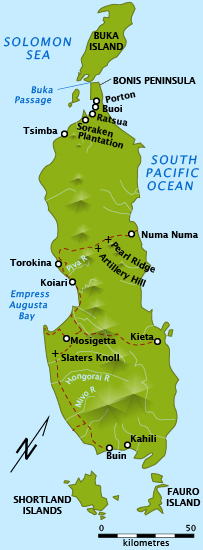
Lage von Koiari auf Bougainville

Das 1. Marineinfanterie-Fallschirm-Regiment unter dem Befehl von Major Richard Fagan, das gerade aus Vella Lavella angekommen war, wurde als Hauptstreitmacht eingesetzt, zusammen mit der 'M' Company des 3. Marine Raider Batallions und einem Team von Beobachtern des 12. Marine-Regiments. Aufgrund von Verzögerungen wurde der Angriff auf den 29. November verschoben. Das Deckungsfeuer für die Landung, das von Zerstörern bereitgestellt werden sollte, war aufgrund zuvor erteilter Befehle zu dem Zeitpunkt nicht verfügbar. Eine vorläufige Aufklärungslandung wurde am 27. November bei Dunkelheit durchgeführt und meldete keine feindlichen Aktivitäten in der Gegend. Ein Boot erkundete den Landeplatz am Strand vor der Landung am 28. November und meldete ebenfalls keine Feindbewegungen.
Die japanischen Truppen, die das Gebiet verteidigten, waren Teile der 6. Division von Generalleutnant Kanda Masatane, und formte die Iwasa-Abteilung unter dem Kommando von Generalmajor Iwasa Shun.

## Der Überfall
Das 1. Fallschirmjägerbataillon wurde von LCM- und LCVP-Landungsbooten der United States Navy transportiert und landete am 29. November um 04:00 Uhr früh in Koiari. Die Landung erfolgte neben einem japanischen Versorgungslager. Die Marines überrannten das Versorgungslager und gruben sich hastig 180 m landeinwärts, unter schwerem Mörser-, Maschinengewehr- und Gewehrfeuer von verteidigenden Japanern ein. In der Zwischenzeit wurde die Kompanie 'M' des 3rd Marine Raider Battalion und die Versorgungs- und Unterstützungskompanie einen knappen Kilometer weiter südlich an Land gebracht. Um die Landung abzuwehren, starteten Truppen des 6. japanischen Transportregiments und Teile des 23. japanischen Infanterieregiments eine Reihe von Infanterieangriffen, die erhebliche Verluste unter den US-Streitkräften verursachten. Nahunterstützung auf amerikanischer Seite leisteten 155-mm-Geschütze des 3. Verteidigungsbataillons, das von seinen Stellungen um Kap Torokina nach Anweisung von Artilleriebeobachtern feuerte. Ein erbeutetes, japanisches 37 mm Infanteriegeschütz wurde ebenfalls zur Abwehr der japanischen Angriffe eingesetzt.
Als die US-Kommandeure auf stärkeren Widerstand als erwartet stießen, wurde ihnen klar, dass sie den verteidigenden japanischen Truppen zahlenmäßig unterlegen waren. Mit geschätzten 1.200 Japanern in unmittelbarer Nähe, waren die US-Truppen in ernsten Schwierigkeiten. Die zweite Landegruppe, die weiter südlich gelandet war, traf um 09:30 Uhr auf die Hauptgruppe, nachdem sie auf ihrem Weg nach Norden 13 Mann verloren hatte. Fagan erkannte die Sinnlosigkeit des Unternehmens, als er trotz seines Engegagements die Handlungsfreiheit verloren hatte und schickte über Funk einen Antrag auf Evakuierung an seinen Befehlshaber Generalmajor Geiger. Der stimmte zu und befahl, die Marines zurückzuziehen.
Zwei Versuche wurden unternommen, die gelandeten Truppen mit Landungsbooten abzuholen, jedoch scheiterten die Versuche aufgrund des schweren japanischen Artilleriefeuers. Erst als ein LCI-Kanonenboot mit den Zerstörern USS Fullam (DD-474), USS Lansdowne (DD-486) und USS Lardner (DD-487), die von Konvoi Begleitoperationen zurückbefohlen worden waren, sich dem Ufer näherten, einen Artillerieschirm errichten konnten und auch Unterstützung aus der Luft bekamen, konnten die gelandeten Soldaten abgeholt werden. Das letzte Boot verließ im Schutz der Dunkelheit um 20:40 den Strand.

## Nachwirkungen
Keins der Ziele des Überfalls wurden erreicht und die Aktion war ein Fehlschlag, der 15 Tote, 99 Verletzte und 7 Vermisste amerikanische Soldaten kostete. Die Amerikaner schätzten, dass auf japanischer Seite 145 bis 291 Mann verloren wurden. Offenbar wäre Artillerievorbereitung von Land und von See her wichtig für den Ausgang der Operation gewesen. Nach dem Raid schritten die US-amerikanischen Pläne, den Brückenkopf um Torokina zu vergrößern so voran, dass die 3. Marine Division Anfang Dezember in Richtung des Flusses Torokina vorrückte, um das höhe liegende Gebiet westlich des Flusses zu erobern. Dieser Vormarsch mündete in eine Reihe von Gefechten beim Hellzapoppin Ridge und Hill 600A Mitte Dezember.
Im Dezember trafen Truppen vom XIV. US-Korps unter Generalmajor Oscar Griswold ein, um die Marineinfanterie im Brückenkopf zu entlasten. Danach gab es keinerlei größeren Aktionen um den Brückenkopf mehr, bis zum März 1944, als japanische Streitkräfte einen starken Gegenangriff starteten, der allerdings unter großen Verlusten abgewehrt wurde. Nach der Abwehr des japanischen Gegenangriffs folgte eine Ruhephase bis Ende 1944, als australische Streitkräfte eintrafen, um die amerikanischen Truppen abzulösen, die auf die Philippinen verlegt wurden. Die Australier unternahmen dann eine Reihe von Vorstößen über die Insel und verschoben die Front nach Norden zur Bonis-Halbinsel und nach Süden in Richtung Buin.